# Camillo Prampolini
Camillo Prampolini (Reggio Emilia, 27 aprile 1859 – Milano, 30 luglio 1930) è stato un politico socialista italiano.

## Biografia
Camillo Prampolini nacque il 27 aprile 1859 a Reggio nell'Emilia da Luigi Eugenio, ragioniere capo e Sindaco del Comune di Reggio Emilia verso il quale nutriva molta stima, e da Maria Luigia Casali, con la quale Camillo ebbe sempre un ottimo rapporto. Il nonno paterno era un magistrato, mentre il nonno materno un medico: quindi si può dedurre che la famiglia apparteneva alla medio-alta borghesia, con probabile orientamento politico verso il liberalismo conservatore. Camillo fu educato seguendo le regole cattoliche, del rispetto e del dovere: sulla formazione della sua personalità ebbero molta influenza i soggiorni in campagna con i nonni materni a Villa Massenzatico, in quanto Camillo sperimentò un lungo contatto con la natura, conobbe la vita dei contadini e le loro faticose condizioni di lavoro, apprese che i più poveri potevano essere aiutati, grazie al nonno che prestava gratuitamente le cure ai contadini che coltivavano il proprio appezzamento.
La sua educazione scolastica fu tradizionale: frequentò il Ginnasio nel 1869 spiccandone come miglior studente. Attraverso le discussioni intraprese insieme ai compagni il dibattito sull'esistenza di Dio durante le lezioni di filosofia, già a 11-13 anni cominciò a dubitare della propria fede, interessandosi invece alla fisica che, gli pareva offrire maggiori spunti per la conoscenza del mondo. Nonostante venga spesso indicato come "socialista cristiano" per la sua vicinanza etica al messaggio evangelico, Prampolini diverrà infine completamente ateo. Nel 1877 intraprese gli studi universitari, iscrivendosi alla facoltà di giurisprudenza a Roma, per poi passare nel 1879 a quella di Bologna dove si laureò nel 1881 con una tesi sul diritto al lavoro contrastante con l'idea dell'assolutezza del diritto di proprietà.
Nel 1882 ci fu il debutto politico di Prampolini fu infatti attraverso la rivista Lo Scamiciato, giornale internazionalista reggiano, che nacque con lo scopo di diffondere lo spirito di uguaglianza. Il 17 maggio del 1883 muore di tisi la madre, dopo una lunga sofferenza: questo evento incise molto sulla stabilità emotiva di Prampolini, tanto che cercò di realizzarsi sul piano lavorativo; tentò anche di accedere alla carriera burocratica, ma venne sconsigliato dall'amico Turati, che aveva intuito quanto la sua decisione era dovuta allo stato d'animo pieno di angoscia di Prampolini.
Il 3 dicembre 1884 uscì Reggio Nova, un quotidiano (divenuto successivamente un settimanale) di cui Prampolini diventò redattore. Il giornale uscì per iniziativa dell'ingegnere e insegnante Contardo Vinsani - presidente della Società cooperativa di consumo di Reggio - e il dottor Giacomo Maffei. L'attività propagandistica di Prampolini si ripiegò poi su La Giustizia. Difesa degli sfruttati, settimanale che forse più di ogni altro foglio socialista si identificò nel nome di Prampolini: La Giustizia iniziò le sue pubblicazioni il 26 gennaio 1886. Il 10 luglio 1887 svolge a Cavriago il suo primo comizio pubblico: da quel momento quasi ogni domenica compie una conferenza in provincia insieme al suo gruppo socialista. Il 23 novembre del 1890 è eletto per la prima volta alla Camera, nella circoscrizione di Reggio Emilia e per il Fascio Democratico Elettorale, insieme a Basetti, Corbelli e Maffei: si ha così l'ingresso del movimento socialista nelle istituzioni.
L'evento che influì maggiormente sulla vita di Prampolini, costretto ad abbandonare l'attività politica per un lungo periodo, fu la morte della moglie avvenuta il 29 ottobre 1891: la compagna Giulia Giovanna Segala soffriva da tempo di tisi e le sue condizioni si erano aggravate notevolmente; il funerale fu celebrato con una cerimonia laica, organizzato sotto la direzione della Lega Socialista, il grande corteo accompagnato dalla banda cittadina, partì da casa di Prampolini, attraversò tutta la città per arrivare al cimitero suburbano.
Questo fu uno dei periodi più cupi di Camillo, che fronteggiò sia pesanti preoccupazioni economiche e sia la crescita della piccola figlia Piera di un anno e mezzo, ad aiutarlo nella crescita della figlia subentrò la sorella Lia, che cercò di sostituire la figura materna. La bambina così ha potuto trascorrere in maniera spensierata il periodo dell'infanzia. Prampolini aveva cercato di essere sempre presente nella vita della figlia, tanto che nei periodi di assenza dovuti agli impegni parlamentari che lo costringevano a trascorrere dei lunghi periodi a Roma, egli scriveva sempre alla figlioletta per renderla partecipe degli eventi che si trovava a vivere e per trasmetterle il suo amore e il suo affetto.
Il 14 agosto 1892 partecipa al Congresso del Partito Operaio dei Lavoratori Italiani alla Sala Sivori di Genova: nonostante un malore, tiene un discorso che risulta decisivo per la separazione dagli anarchici. Il giorno dopo i socialisti si riuniscono infatti in via della Pace e fondano il Partito Socialista dei Lavoratori Italiani, al quale parteciparono circa trecento società operaie di molte regioni d'Italia, viene enunciato un programma politico e nasce così un Partito autonomo della classe operaia, dopo anni di lotte e di discussioni. Il 30 gennaio 1899 interviene in Parlamento opponendosi ai decreti "liberticidi" proposti da Pelloux. Il 30 giugno è protagonista, con De Felice Giuffrida, Morgari e Bissolati dell'ostruzionismo contro la violazione del regolamento della Camera, che culmina nel rovesciamento delle urne.
Nel 1902 diventa membro del consiglio di amministrazione della Cassa di Risparmio di Reggio Emilia e nel 1904 ne assume la presidenza, mantenendola fino al 1908. Nel 1904 chiamò a Reggio a dirigere la Giustizia Giovanni Zibordi. Ne diventerà nuovamente presidente tra il 1921 e il 1922. Nel 1911 Prampolini esprime la sua disapprovazione sulla guerra di Libia, prendendo posizione su La Giustizia: ne fa fede anche lo sciopero generale proclamato dai socialisti reggiani contro l'impresa bellica. Contrario all'ingresso dell'Italia nella prima guerra mondiale, nel 1916 partecipò alla conferenza di Kienthal insieme agli esponenti di altri partiti socialisti europei contrari alla guerra.
Nel dopoguerra continuò a sostenere posizioni gradualiste e anti-bolsceviche, contrastando la violenza e la dittatura del proletariato. Le sue posizioni furono criticate dalle colonne dell'Ordine Nuovo da Antonio Gramsci e da Lenin. Rieletto alle elezioni del 1919, continuò poi a sostenere l'unitarietà del partito in vista del congresso di Livorno. Nella primavera del 1921, con il dilagare del fascismo in Emilia, Prampolini, convinto portabandiera dei metodi democratici, divenne uno dei bersagli privilegiati degli squadristi reggiani. Sfuggito ad un attentato insieme a Zibordi il 14 marzo 1921, l'8 aprile dello stesso anno fu l'ultimo ad abbandonare la redazione e la tipografia della Giustizia prima che venisse data alle fiamme dai fascisti. In occasione delle elezioni del 1921 sostenne l'astensione per protestare contro le violenze fasciste. L'anno seguente, in seguito al congresso di Roma, fondò con Matteotti e Turati il Partito Socialista Unitario. Eletto nuovamente deputato alle elezioni del 1924, partecipò alla secessione dell'Aventino e fu quindi dichiarato decaduto da deputato il 9 novembre 1926. Sempre nel 1926, in seguito ad una nuova ondata di persecuzioni conseguenti all'emanazione delle leggi fascistissime, fu costretto a lasciare Reggio Emilia e a riparare a Milano con i famigliari. Grazie all'intervento dell'amico Paride Alberini, ex-sindaco di Reggiolo (R.E.) già rifugiato a Milano per persecuzione fascista, Prampolini riuscì a trovare un'abitazione. Fu lo stesso Alberini a procurargli il lavoro di commesso nel suo negozio in Corso San Gottardo, dandogli così la possibilità di mantenere sè e la sua famiglia. Costantemente sorvegliato dalla polizia politica fascista, abbandonò definitivamente l'attività politica. Ammalatosi di cancro ed in condizioni di grave indigenza, si spense a Milano il 30 luglio 1930. La sua salma, inumata alla presenza di pochi amici, fu condotta al camposanto su un carro dei poveri.
Nel settembre 1968 i suoi resti sono stati riesumati e trasferiti nel cimitero monumentale suburbano di Reggio Emilia.

## Gli studi verso il socialismo
A seguito della lettura di alcuni testi d'impronta materialista come Forza e materia di Ludwig Büchner, le lettere fisiologiche del Jakob Moleschott sulla circolazione della vita e gli Elementi di scienza sociale di George Russell Drysdale, Prampolini abbandonò la fede, divenendo ateo e materialista, mettendo così in discussione la morale tradizionale di quel periodo.
Il suo profilo politico era ancora delineato da un liberismo conservatore tanto che partecipò alle manifestazioni studentesche monarchiche e nazionaliste per protestare contro gli esiti del Congresso di Berlino. Camillo in quegli anni trascurò gli studi dedicandosi solo a passeggiate per la città e partite di biliardo, anche se molto sporadicamente partecipò ad alcune lezioni all'Università, dove apprese le teorie darwiniane, seguì i corsi di filosofia del diritto, storia del diritto e fisica.
Il momento decisivo che influì successivamente nella sua scelta politica fu un concetto espresso da Francesco Filomusi Guelfi, il quale affermava che l'assolutezza del diritto di proprietà implicava la negazione del diritto al lavoro. I primi esami universitari ebbero un esito negativo: fu bocciato in economia politica, ulteriore tappa che gli aprì la strada verso una sua evoluzione politica. Infatti per preparare l'esame di riparazione, passò i pomeriggi estivi sui testi di economia politica di Adolphe Thiers, Marie Roch Louis Reybaud, Marco Minghetti, Gerolamo Boccardo, Emilio Nazzani. Tali studi determinarono una crisi nel suo sistema di convinzioni: non era più d'accordo con l'idea liberale-borghese che l'operaio non doveva pretendere il diritto al lavoro.
Superato l'esame di economia politica, questa volta all'università di Bologna, e dopo aver svolto diverse indagini sulle teorie degli economisti borghesi, che non gli diedero nessuna risposta alle domande sul diritto al lavoro, Camillo prese in esame un altro tema per confutare l'ammissibilità del diritto al lavoro: la vicenda degli opifici nazionali, gli ateliers nationaux. Nel 1848 in Francia il Governo della Repubblica aveva emanato una legge per garantire il lavoro a tutti i cittadini, tanto che i cittadini disoccupati furono occupati negli ateliers nationaux, officine nazionali e il loro stipendio venne pagato dallo Stato. Prampolini osservò che la Repubblica francese aveva proclamato i suoi decreti sul diritto al lavoro ma di fatto non li aveva osservati.
All'inizio del terzo anno di studi all'Università di Bologna, Camillo decise di intraprendere il servizio militare: fu trasferito a Foggia dove si rese conto della miseria, della povertà, e della condizione di ignoranza che regnava tra la gente del posto. Ritornato a Bologna riprese gli studi, interessandosi delle dottrine del positivismo, dando maggiore fiducia nella verità scientifica che si basava sull'osservazione dei fatti per comprendere la realtà. Studiò le teorie di Tommaso Moro, Robert Owen, Charles Fourier, Benoît Malon, Herbert Spencer.
Prampolini dirottò i suoi interessi sui maggiori esponenti del positivismo europeo e italiano del periodo e alla letteratura, interessandosi a testi di Mantegazza, Ardigò, Spencer, Sant'Agostino, Moleschott, Foscolo, Fourier, Owen. Immetteva le sue riflessioni in dei quaderni, alcuni di questi portano il titolo di Examen, che per alcuni critici rappresentano una sorta di diario intellettuale perché le pagine portano l'indicazione progressiva della data, del giorno, del mese, dell'anno, per altri si presentano come dei veri e propri appunti presi durante le lezioni universitarie, proprio perché in essi compaiono frequentemente alcuni nomi di docenti della sua università. In tutti questi quaderni però vengono riportate fedelmente le sue riflessioni e meditazioni che evidenziano ormai la scelta politica verso il socialismo ormai prossima, prendeva in esame come Spencer avesse ricondotto sotto la legge dell'evoluzione tutta la realtà, sia il mondo inorganico che quello organico, ma soprattutto quello superorganico che comprendeva l'uomo e le sue relazioni sociali, le istituzioni e la società.
Nell'Ottocento vi furono importanti scoperte scientifiche nel settore della biologia come la batteriologia, la formulazione della teoria cellulare e la teoria dell'evoluzione di Darwin. Esse cambiarono radicalmente la mentalità dell'epoca e anche quella del nostro: in particolare la teoria dell'evoluzione influì maggiormente sulla sua concezione del mondo. Infatti Prampolini cercò di spiegare i fenomeni sociali attraverso il confronto con l'organismo umano, proprio perché la società veniva vista come un organismo e con l'adozione delle leggi evolutive di Darwin viste come principi guida del divenire sociale, per lui erano gli esseri umani che si adattavano all'ambiente per la ricerca del loro benessere, questo adattamento significava quindi progresso.

## L'impegno allaPlebe
Prampolini ebbe le sue prime esperienze pratiche con la collaborazione alla Plebe, un settimanale milanese, dove si firmava con uno pseudonimo per nascondere ai genitori la sua conversione al socialismo. Prampolini affermava che l'organismo sociale era "sui generis", con una propria psiche sociale costituita da percezioni, sentimenti, voleri, capace di evolversi. Per garantire il corretto funzionamento della società tutti i membri dovevano quindi avere pari diritti, senza disuguaglianze e con pari opportunità.
Ritornò inoltre sui concetti del diritto al lavoro e del diritto di proprietà: l'esclusione del lavoro implicava il mancato riconoscimento del diritto alla vita, e per garantire che ciò non avvenisse doveva cadere la proprietà privata. Ma nell'odierna società vi erano da un lato i capitalisti, che avevo il controllo sulla terra e gli strumenti di lavoro, e dall'altro i proletari che conducevano una vita di miseria perché retribuiti scarsamente, al punto che non erano in grado di soddisfare i loro bisogni primari. Seguendo le teorie positiviste, bisognava mutare l'ambiente per modificare il carattere dell'uomo e di conseguenza anche i rapporti di produzione.
Il socialismo di Prampolini si muoveva intorno all'ambiente rurale, mentre Marx si interessava maggiormente alla produzione industriale. Egli indicava un diverso modo per la coltivazione dei terreni: bisognava creare, secondo Prampolini, una "grande coltura" dove tutte le terre sarebbero state gestite in forma collettiva, senza i piccoli appezzamenti di terreni gestiti da un proprietario, e dove bisognava lavorare attraverso strumenti meccanici più avanzati per garantire una produzione più abbondante in grado di sfamare un numero maggiore di persone. Quindi il mutamento dell'ambiente di lavoro avrebbe cambiato sia l'organizzazione della società e sia il singolo uomo, che sarebbe divenuto meno egoista. La conversione al socialismo emerse nella tesi di laurea in giurisprudenza di Camillo nel 1881, incentrata sul diritto al lavoro e all'abolizione della proprietà privata, prediligendo la proprietà collettiva.

## Il ritorno in Emilia
Dopo la laurea, Prampolini ritornò a Reggio Emilia; non aveva ancora preso una decisione sul futuro professionale, indeciso fra la libera professione e la carriera burocratica: l'unica cosa certa era la sua idea socialista, basata sui principi di libertà, giustizia, fratellanza e uguaglianza e su una società improntata sulla proprietà collettiva. Ebbe così i suoi primi contatti con gli esponenti maggiori di quest'orientamento politico come Ardirò e Costa, avvertendo l'esigenza di acquisire maggiore capacità di comunicazione per diffondere i suoi ideali, i suoi pensieri agli altri e soprattutto ai più umili, agli analfabeti. Prampolini cambiò di conseguenza la sua vita quotidiana, abbandonò i luoghi e la gente borghese, iniziò a vestirsi in maniera modesta in modo che il suo abbigliamento non rimandasse alla classe d'appartenenza.
Nel 1882 entrò a far parte del gruppo dei socialisti della sua città, composto da ex mazziniani, ex internazionalisti, socialisti rivoluzionari, molti giovani che avevano appena concluso gli studi. In quel periodo si affiancavano poi ai socialisti anche i repubblicani, ciò che li accomunava era la condivisione di obiettivi solidaristici verso i diritti degli operai. Questi due schieramenti politici collaborarono nella Società Garibaldi, istituzione repubblicana che acquisiva sempre più un carattere socialista.

## L'esperienza delloScamiciato
Lo Scamiciato fu il primo periodico di impronta socialista che andava contro la cultura tradizionale, la borghesia, l'ingiustizia sociale, difendendo le grandi idee socialiste e diffondendole fra la povera popolazione. I collaboratori del giornale erano giovani borghesi che avevano appena concluso gli studi e volevano combattere la corruzione della società, a favore degli oppressi.
Fra i principali componenti, oltre a Prampolini si ricordano: Angelo Cavoni, Celso Pasini, Benedetto Gorisi, Ugo Rabbino, Vittorio Guicciardi, Aurelio Bordi, Giorgio Valdi, Vincenzo Beggi, Arturo Ceretti e Cesare Masoni. A Camillo Prampolini va fatta risalire la maggior parte degli scritti teorici apparsi sul giornale, anche se gli articoli sono anonimi o firmati con pseudonimi come Spartaco, Ursus, La sferza, Gracco e Inflessibile.

### La morale
Nei suoi scritti usciti sullo Scamiciato Prampolini affermava che come tutti gli organismi viventi la società era sottoposta alle leggi dell'evoluzione e di conseguenza doveva adattarsi alla selezione naturale, alle leggi dovevano evolvere la psiche e la morale del singolo uomo verso sentimenti di fratellanza e di cooperazione:
(Camillo Prampolini, Appunti di filosofia politica)
La morale veniva percepita da Prampolini non come un sentimento spontaneo dell'uomo ma come una acquisizione graduale, quindi era anch'essa sottoposta alle leggi evolutive e doveva adattarsi alla selezione naturale; questo alto sentimento è il prodotto di una lunga evoluzione, durante la quale i primitivi istinti selvaggi, in virtù di forze naturali, si sono via via modificati e umanizzati fino a raggiungere quel grado di normalità che troviamo nelle società civili.
Per trovare delle conferme scientifiche sull'evoluzione della morale, Prampolini dovette ripercorrere la storia primitiva dell'uomo, notava che l'uomo primitivo era privo di morale, mentre in lui regnava l'egoismo. Esso vivendo in solitudine e isolato poteva seguire liberamente i suoi istinti che gli avrebbero portato un maggiore appagamento e piacere, perché non avrebbe incontrato nessun ostacolo, mentre nella vita in una comunità ciò non sarebbe mai accaduto perché dedicandosi esclusivamente all'appagamento del suo piacere incontrava diversi ostacoli dettati dell'egoismo di altri uomini. In conclusione l'egoismo degli uomini venne sottoposto ad una serie di limitazioni indotte dal vivere in una comunità, che lo trasformavano in una morale dettata dall'interesse generale. Quindi la morale era un principio variabile che influiva sul comportamento degli uomini affinché non danneggiassero l'interesse collettivo, ma allo stesso tempo consentisse il perseguimento del proprio piacere. Essa era un prodotto delle esperienze secolari dell'egoismo che si trasformava in generazione, in generazione.
Un individuo poteva trasmettere ad un suo successore una determinata esperienza psicologica che veniva acquisita ma il successore aggiungeva però le proprie esperienze perché sentiva il bisogno di un godimento più intenso, perciò muta di generazione in generazione. I sentimenti morali per Prampolini, non erano un dono di Dio o qualcosa di innato ma era un qualcosa dovuto alla convivenza sociale, che allungo andare si perfezionava sempre più. Essa presentava un principio fondamentale, prodotto dall'esperienza della vita in comunità: "non fare agli altri ciò che non vorresti gli altri facessero a te stesso", ma Prampolini evidenzia il fatto che questo principio non veniva mai rispettato, perché ad esso si contrapponeva "il principio di concorrenza", che incitava gli interessi individuali, facendo ritornare l'uomo ad uno stato primitivo e contrastava i sentimenti morali di pace, di armonia, di solidarietà. Secondo Camillo ciò che doveva essere eliminato era la concorrenza, perché permetteva solo a pochi di arricchirsi e portava la grande maggioranza degli uomini alla povertà.

### Nuovo metodo di osservazione
Prampolini affermava che il socialismo doveva basarsi sulle nuove scienze sociali (antropologia, fisica e sociologia) esaminando l'evoluzione passata della società moderna. Constatava, esaminando la società passata, che essa riusciva a essere vitale anche se impostata sull'ineguaglianza sociale fra gli uomini. Tutto perché gli individui sfruttati non avvertivano l'ingiustizie. Ciò poteva essere dovuto a diversi fattori come:
- il sentimento religioso;
- l'abitudine;
- la subordinazione verso l'autorità.

L'insieme di questi atteggiamenti contribuiva al mantenimento dell'armonia sociale tra ceti sfruttati e classi più ricche, perché si impediva agi uomini di arrivare alla consapevolezza delle ingiustizie di cui erano vittime:
(Camillo Prampolini, Appunti di filosofia politica)
Per renderli consapevoli, il socialismo rivendicava attraverso la propaganda, un ideale di giustizia sociale, all'insegna dei principi di indipendenza e dell'uguaglianza fra classi.

### Socialismo e religione cristiana
Lo Scamiciato promosse la polemica antireligiosa. Prampolini conferiva alla religione un'importanza particolare, proprio perché per lui era stato l'abbandono delle verità di fede a portarlo verso il socialismo: egli affermava che Cristo aveva creato l'idea di giustizia nella popolazione, prevedendo la sopportazione delle sofferenze terrene. Così il povero acquisiva una consapevolezza dell'ingiustizia e l'accettava perché convinto di ricevere una ricompensa in paradiso, nella vita ultraterrena. Camillo condannava il cattolicesimo, il clero che dava importanza al prestigio dell'autorità, non il cristianesimo visto come veicolo del sentimento di giustizia.
Prampolini e gli "scamiciati" conducevano una violenta campagna antireligiosa per rivendicare il potere della chiesa, vista come un espediente delle classi dominanti. Si pubblicarono così varie rubriche anticlericali e antireligiose:
- Catechismo Naturale, scritta in forma di dialogo tra un materialista e un interlocutore religioso;
- Corrierino, dove venivano denunciate le condotte immorali dei preti e le falsità degli esponenti della borghesia;
- La Berlina, dove venivano denunciati gli abusi sessuali svolti da preti, frati, suore o esponenti della borghesia.

Le autorità ecclesiastiche si rivoltarono contro lo Scamiciato, raccomandando ai fedeli di non leggere il giornale. In risposta Celso Pasini formò una "squadra di iconoclasti" che di notte compiva atti vandalici verso i monumenti della chiesa, mentre Benetto Gorisi, insieme ai compagni, fece irruzione in una chiesa di Benedetto Gorisi nel 1882: ciò provocò un processo, l'arresto e la scomunica verso i redattori del giornale ed il giornale stesso. Questa scomunica fu il primo riscontro dell'improduttività della strategia attuata fin ad allora per la propaganda degli ideali del socialismo: la propaganda antireligiosa infatti non aveva infastidito solo il clero, ma anche le classi popolari che si erano allontanate così da quegli ideali.
Prampolini cercò di mutare strategia e si avvicinò alle classi lavorative, conoscendo le loro condizioni di sfruttamento, di povertà, di ignoranza e le loro abitudini religiose. Riuscì a dedurre che le verità scientifiche studiate e divulgate attraverso il giornale non erano tali per la povera gente ignorante, quindi si distaccò da esse e cercò di impostare la propaganda partendo dalla realtà dei fatti e dai sentimenti vivi della coscienza popolare.
Anticlericale ma non antireligioso, Prampolini è considerato il massimo esponente del socialismo evangelico: mantenne un atteggiamento rispettoso nei confronti del sentimento religioso delle classi popolari, avendo individuato profonde affinità tra la morale cristiana e quella socialista. Il suo non era un atteggiamento opportunistico (utilizzare temi e linguaggio del cattolicesimo per veicolare il proprio messaggio tra i lavoratori credenti), ma intendeva realmente recuperare lo spirito originario del cristianesimo, identificato con gli ideali di giustizia e di uguaglianza, offuscato dalla tradizione delle gerarchie ecclesiastiche. L’immagine di Gesù come “ primo socialista” è ben esemplificato dalla famosa “Predica di Natale”, che Prampolini scrisse nel 1897, dove immagina che un predicatore socialista tenga un discorso davanti a una chiesa il giorno di Natale, proclamando che il messaggio della predicazione di Cristo era “un desiderio ardente di uguaglianza, di fratellanza, di pace e di benessere fra gli uomini”, e che perciò i cristiani, per dirsi veramente tali, dovevano “combattere questo iniquo e barbaro sistema economico, frutto dell’egoismo individuale” e in sostanza aderire al socialismo.

## Cooperative di consumo
Il 20 gennaio 1884 lo Scamiciato cessò le pubblicazioni, così Prampolini ebbe l'esigenza di trovare un impiego fisso per avere un'indipendenza economica; in quel periodo egli manifestò alcuni disturbi psiconervosi, che gli resero difficile lo svolgimento di qualsiasi attività. Nel maggio 1883 perse la sua adorata madre e ciò lo portò a dare una svolta decisiva alla sua carriera lavorativa, decidendo di concorrere per un posto di vicesegretario al Ministero di Grazia e Giustizia, ma ottenne scarsi risultati perché era considerato un sovversivo.
Iniziò quindi a scrivere articoli per L'Avanti!, periodico socialista di Imola, ribadendo l'adesione per "il Programma del Partito Socialista Rivoluzionario di Romagna" che aveva tradotto gli ideali socialisti in fatti concreti, in organizzazioni e istituti. Nel periodico scrisse che, per educare con questi ideali le classi lavoratrici, bisognava parlare con i fatti e non con le parole, indicando piccole mete più raggiungibili, perché nella conquista quotidiana le classi lavoratrici potessero prendere maggiore consapevolezza in loro stesse.
Egli poi incitava i socialisti di ogni tendenza, per far superare la concezione della rivoluzione, come una garanzia per il miglioramento della condizione operaia, perché il vero obiettivo da perseguire era elevare le aspirazioni della popolazione attraverso la propaganda e costituire delle organizzazioni sindacali e delle cooperative. Il primo esperimento di cooperativa di consumo ci fu nel 1881, realizzato da Contardo Vinsani, un professore universitario a cui si affiancò lo stesso Prampolini. Organo dell'esperimento cooperativo fu Reggio Nova, testata quotidiana, che avviò la pubblicazione il 3 dicembre per sostenere la candidatura di Vinsani alle elezioni politiche. Prampolini gestiva il giornale e intanto aveva accettato il posto di ispettore assicurativo per una compagnia inglese, la Gresham Life Assurance Society.
Egli aveva un'enorme fiducia nei confronti delle cooperative perché in grado di sottrarre all'economia privata il controllo del consumo, per poi quando erano in grado di disporre dei capitali necessari, avrebbero conquistato la produzione, di conseguenza il controllo andava nelle mani dei cittadini-consumatori che, disponendo di un enorme capitale, avrebbero intensificato la coltivazione con l'utilizzo di moderni sistemi e macchinari, a discapito dei piccoli proprietari terrieri. Queste cooperative di consumo avrebbero così eliminato l'economia privata che rappresentava la causa dello sfruttamento operaio. La cooperativa di Vinsani si esaurì, per via degli enormi debiti accumulati e per il fatto che fosse incentrata su un'unica figura, il suo creatore, e con essa morì anche il giornale Reggio Nova.

## La Giustizia
Il 26 gennaio 1886 Prampolini fece uscire La Giustizia (di cui era direttore e proprietario), rivista che ebbe un grande successo sia a livello regionale, sia a livello nazionale, tanto da essere considerata rappresentativa per la corrente del socialismo. La Giustizia fu il mezzo attraverso il quale Prampolini tradusse in modo semplice le sue idee e le sue convinzioni, affinché il popolo divenisse attivo e partecipasse anche lui alla diffusione del socialismo, unendosi per uscire dalle condizioni di ignoranza e di sottomissione. Fra i collaboratori della testata, con corrispondenze dalla sua cittadina, anche il fotografo correggese Gildaldo Bassi, attivista e perseguitato, che di Prampolini fu amico e ritrattista, e che con i propri scatti immortalò comizi, congressi, inaugurazioni di cooperative lasciando una rara e preziosa documentazione.
Il giornale utilizzava un linguaggio semplice, partendo da notizie insignificanti che spiegavano nel modo più comprensibile ai lavoratori concetti complessi. Nella prima pagina del giornale apparivano fatti banali, che i lavoratori potevano constatare nella loro vita quotidiana, per esaltare sempre i valori che costituivano la base del socialismo: unione, organizzazione, il dovere di combattere la proprietà privata per quella comune. Successivamente egli intensificò, con l'aiuto di compagni e collaboratori, la propaganda, ricorrendo a una molteplicità di formule:
- con il dialogo tra un socialista e un contadino;
- con articoli in dialetto;
- con comizi pubblici.

Camillo era timido e riservato, ma decise comunque di svolgere il suo primo comizio nel luglio 1887 a Cavriago davanti a circa 800 persone: da allora si impegnò di parlare al pubblico per diffondere i suoi ideali, recandosi nei piccoli paesi intorno a Reggio Emilia. Prampolini e i suoi compagni durante questi giri di propaganda, incontrarono resistenze dettate dallo scetticismo del clero: infatti in un comizio a Canolo di Correggio, nell'agosto del 1889, Prampolini e i suoi compagni furono accolti a sassate dai contadini incitati dal prete. La Giustizia fu sequestrato dal clero e dai moderati, ma Prampolini non si perse d'animo e costituì insieme a Maffei la "Società generale cooperativa e di mutuo soccorso fra muratori e braccianti", che fu in grado di svolgere e vincere uno sciopero per l'aumento di salario e una lieve riduzione dell'orario di lavoro: l'evento fu significativo, perché rappresentava la prima manifestazione svolta dal proletariato reggiano.
Vi fu così un enorme sviluppo del cooperativismo, tanto che le cooperative di lavoro ammontarono a 23, riunendosi nella "Federazione delle cooperative di lavoro e produzione". Prampolini esortava le classi dei lavoratori a unirsi in una organizzazione politica, un partito dei poveri, tutto per ottenere delle riforme per i loro diritti e per impadronirsi del governo, fino ad allora gestito dai signori capitalisti. In occasione dell'elezione del 21 maggio 1886, Prampolini, attraverso il giornale, incitò gli operai a recarsi alle urne, ma il risultato elettorale fu a favore dei moderati, anche se la lista democratica-socialista ottenne comunque un buon risultato; in ogni caso fu una conquista perché per la prima volta il nome del Partito Democratico Socialista era stato stampato sui manifesti di propaganda elettorale.
Prampolini continuò la sua azione di propaganda impegnandosi nello stesso tempo a definire la struttura dell'organizzazione socialista, costituendo il "Circolo socialista" a Reggio Emilia, tenendolo distinto dal Partito Operaio, ma allo stesso tempo in simbiosi con esso. Iniziarono poi i primi scontri con gli anarchici che consideravano Prampolini come avversario della strategia d'azione, tanto da organizzare un attentato contro di lui, che fortunatamente non andò a buon fine: l'attacco fu svolto da Vittorio Pini e Luigi Parmeggiani, che non furono arrestati perché riuscirono a scappare a Parigi.
Il 10 novembre del 1889 il Partito Operaio Socialista, stretto in alleanza con i gruppi democratici e liberali progressisti, vinse le elezioni amministrative con 613 voti di maggioranza, grazie anche alle esortazioni che Prampolini attuò attraverso La Giustizia verso i contadini, gli operai e lavoratori, di recarsi alle urne. La sconfitta dei moderati fu grave, perché gli esponenti maggiori non furono in grado di riuscire a passare nemmeno come rappresentanti della minoranza. Prampolini fu eletto consigliere comunale, ma pochi giorni dopo diede le sue dimissioni, perché contrario da sempre alla candidatura. I socialisti insieme agli operai eletti in Consiglio comunale favorirono lo sviluppo delle cooperative e ottennero la gestione del settore di beneficenza e di assistenza in mano da sempre alla Chiesa.
Ciò contributi a mettere in crisi l'alleanza con i gruppi democratici progressisti e di conseguenza il Consiglio comunale fu sciolto. Alle nuove elezione i socialisti si presentarono da soli, con una lista operaia e socialista, riuscendo a far eleggere tre consiglieri comunali e due consiglieri provinciali. Il 23 novembre 1890 Prampolini si candidò nella lista Democrazia Sociale, che ne uscì vittoriosa: così, per la prima volta, nella Camera vi erano 4 deputati socialisti (Andrea Costa, Pietro Casilli, Giacomo Maffei e Prampolini)

## La fondazione del Partito Socialista
I socialisti rivoluzionari raccolti intorno ad Andrea Costa avevano intenzione di preparare un Congresso socialista nazionale, ignorando il testo dei socialisti milanesi che si ispiravano al socialismo scientifico come base per un nuovo progetto politico, distante dall'anarchismo e dalla democrazia borghese. Di conseguenza i socialisti milanesi decisero di organizzare un congresso di loro iniziativa, senza ostacolare quello di Costa. Il programma dei socialisti milanesi (la Lega milanese) infatti fu pubblicato su La Giustizia, che incitava tutte le associazioni, le società di mutuo soccorso, le cooperative, a prendere parte al Congresso Operaio socialista il 2-3 agosto 1891 a Milano. Vi parteciparono tutte le correnti: gli operaisti più moderati, gli operaisti intransigenti, i democratici sociali, gli anarchici
Il Congresso discuteva e prendeva in esame:
- l'antagonismo tra il proletariato e il capitalismo, riscontrando in quest'ultimo l'avversario dei lavoratori;
- l'esigenza all'azione politica dettata dai principi della lotta di classe;
- il diritto di sciopero e di coalizione;
- che a formare il partito vi fossero anche tutte le associazioni di lavoratori indipendenti, purché accettassero il programma del Partito, e anche le società di lavoratori dirette da borghesi;
- il nome del partito scelto dai democratici "Partito dei Lavoratori Italiani";
- che le sezioni del partito avrebbero potuto rimanere autonome;
- venne costituita una Commissione rappresentativa della varie correnti del socialismo, che avrebbe svolto un'ulteriore elaborazione del programma, per poterne discutere al successivo congresso;
- fondazione di un settimanale per propagandare le direttiva unitarie socialiste.

Su La Giustizia Prampolini descrisse il Congresso come un successo. Egli poi entrò in un periodo di angoscia e di sofferenza dopo la morte della moglie il 29 ottobre del 1891, ritrovandosi a fronteggiare uno dei periodi più difficili della sua vita, perché al suo dolore si aggiunsero le preoccupazioni economiche e la responsabilità di crescere da solo la sua bambina di un anno e mezzo. Lo stato di sconforto ebbe delle ricadute sulla sua attività politica infatti pensò di ritirarsi dalla vita politica: per distoglierlo da questa convinzione gli fu affidato il compito di direttore del settimanale del Congresso, grazie anche alla sua abilità di esporre la dottrina socialista con un linguaggio semplice, capace di far convincere i destinatari, ed allo stesso tempo comunicare principi scientifici.
Egli era molto incerto nell'accettare l'incarico perché preoccupato di non poter assistere la figlia se si fosse trasferito a Milano. Il primo numero del giornale denominato Lotta di classe, uscì comunque sotto la direzione di Prampolini, il 30 luglio 1892. Il 14 agosto si inaugurò a Genova il Congresso, di cui Prampolini fece parte in qualità di deputato: l'assise si aprì con molto entusiasmo, ma si concluse in modo drammatico perché gli anarco-operaisti fecero in modo di impedire il regolare svolgimento per impedire la nascita del Partito Socialista nazionale. Di conseguenza Prampolini si fece avanti chiedendo agli anarchici di prendere atto della frattura fra essi, ormai in atto già da tempo ma questi - troppo convinti del loro ruolo di unici interpreti del socialismo - si rifiutarono di abbandonare il Congresso e così fu la maggioranza che decise di andarsene.
Il Congresso fu sciolto e i socialisti si riunirono il giorno seguente, presso la sala dei Carabinieri Genovesi e contemporaneamente nella sala Sivori si riunirono gli anarchici e operaisti. I socialisti poterono così discutere con tranquillità sul Programma del nuovo partito, cui furono aggiunti ulteriori emendamenti. La parte più qualificante del documento che attestava la nascita del partito era che le sezioni non avevano più autonomia sul piano elettorale, a cui si dava maggiore importanza perché rappresentava lo "strumento necessario e il dovere del partito" e che si chiudevano i contatti con gli anarchici: nasceva così il Partito Socialista nel quale Prampolini fu una figura significativa.
Prampolini partecipò al Congresso internazionale socialista di Zurigo, per esplicitare gli obiettivi di allontanamento degli anarchici e per la necessità d'organizzazione operaia: tenne comizi in diverse località come Lugano e Liveigeroff, venendo molto apprezzato per la sua efficacia oratoria e convinzione. In Svizzera fu costituita una sezione del partito dei lavoratori italiani e in omaggio a Prampolini, essendo quest'ultimo uno dei più importanti dirigenti del partito, si scelse Reggio Emilia per il II Congresso nazionale del partito. Al Congresso, che si tenne nel settembre 1893, parteciparono la federazione delle associazioni operaie di Milano, il gruppo dei socialisti rivoluzionari romagnoli, 262 società, 67 associazioni, di cui 32 di carattere politico mentre le altre di carattere economico.
Venne cambiato il nome del partito in "Partito Socialista del Lavoratori Italiani", fu specificato che i deputati socialisti rappresentavano i delegati sia in Parlamento sia nelle istituzioni locali, che non vi dovevano essere alleanze con elementi della borghesia, ed infine che bisognava rafforzare l'organizzazione dei lavoratori e la loro educazione perché la borghesia dava maggiori concessioni quando la classe lavoratrice era più organizzata e più istruita. Prampolini era sempre più convinto che se in parlamento vi fossero più socialisti ci sarebbero stati migliori riscontri istituzionali.
Successivamente ci fu lo scandalo della Banca Romana, che interessò personalità come Crispi e Giolitti, coinvolti personalmente nell'inchiesta. Prampolini denunciò lo scandalo tramite La Giustizia, facendo emergere dall'episodio la conferma di una classe borghese corrotta. Nello stesso periodo vi fu l'insurrezione dei Fasci siciliani, che rivendicavano la terra da coltivare e andavano contro il malaffare e il fiscalismo. Di conseguenza la classe dirigente borghese e lo stesso Giolitti attuarono una violenta repressione per frenare questa rivolta per paura di un'eccessiva crescita del socialismo dalle città alle campagne, da qui vi fu l'avvio di una politica di arresti contro i capi del movimento dei Fasci. Intervenne Prampolini che attraverso La Giustizia pubblicò l'appello del Fascio palermitano per sollecitare le manifestazioni di protesta contro la politica di repressione, decidendo poi di partire per la Sicilia per sostenere la popolazione.
Vi fu un altro evento che portò ad aggravare le leggi contro i socialisti: l'attentato a Crispi (eseguito il 13 settembre 1889 da parte di Emilio Caporali, giovane repubblicano pugliese successivamente arrestato, che lo colpì con un sasso al viso mentre passava con la figlia in carrozza scoperta per le strade di Napoli), a seguito del quale venne limitata la libertà di stampa, di organizzazione in associazioni e venne sciolto il Partito Socialista; La Giustizia, per continuare la pubblicazione, dovette dichiarare di non essere l'organo di propaganda del socialismo. I processi e le condanne contro i socialisti si moltiplicarono per tutta l'Italia e vi fu coinvolto anche Prampolini, perché iscritto alla Lega socialista.
Egli non fu più arrestato perché la Corte d'appello di Modena sospese il giudizio per mancanza di autorizzazione a procedere da parte della Camera. Intanto Crispi, per sfuggire alle rivelazioni dei fatti che lo vedevano coinvolto nello scandalo della Banca Romana, sciolse le Camere per impedire la discussione parlamentare che avrebbe potuto mostrarlo indegno della sua carica istituzionale.
Alla fine del 1895 si tenne un Congresso emiliano con i delegati di Modena, Reggio, Parma e Piacenza per istituire a Reggio l'Associazione elettorale socialista, adottando La Giustizia come organo. Camillo si ritrovò alla prese con problemi economici perché aveva perso il posto di vicesegretario alla Camera di commercio, così fu aiutato dagli amici Figlioli, De Amicis, Lombroso e Ferrero che costituirono una società per la pubblicazione della Giustizia, di cui divenne direttore e amministratore per poter ricevere uno stipendio modesto.
Caduto Crispi, vi furono nuovi episodi di repressione nel 1897 con lo scioglimento di circoli socialisti ma ciò non bastò a bloccare il movimento. Nel Congresso di Firenze del luglio 1896 venne annunciata la pubblicazione del quotidiano L'Avanti, il cui primo numero uscì a Roma per sottolineare la nazionalità del partito. Sempre nello stesso anno vi fu la vittoria alle elezioni dei socialisti e delle forze di opposizione radicali e repubblicane. Anche la classe dei lavoratori ebbe delle conquiste, con salari migliori e riduzioni dell'orario di lavoro.

## La crisi del 1898
A partire dal 1898 gli eventi precipitarono di nuovo: le rivolte popolari contro la disoccupazione ed il rincaro del pane furono represse violentemente dal governo, e vi furono altri arresti contro i socialisti.
La repressione più feroce fu quella operata dal generale Bava Beccaris a Milano, attraverso il cannoneggiamento della folla, che provocò più di 100 morti e 500 feriti. Seguirono gli arresti dei principali esponenti socialisti come Turati, Kuliscioff, Chiesa, Modigliani, Costa, Mazzoni, Varazzani e Lanza. Prampolini reagì a ciò pubblicando sulla Giustizia uno dei suoi articoli più nobili, in cui rimproverava la violenza della classe dirigente, che pensava di risolvere con le armi gli scontenti della popolazione e chiedeva alla classe dei lavoratori maggiore organizzazione associativa.
Prampolini reagì ai continui sequestri del suo giornale La Giustizia e ai divieti imposti per non svolgere delle conferenze: si rivolse così in parlamento il 30 gennaio 1899 al Ministro dell'Interno Luigi Pelloux, opponendosi alle sue decisioni perché rappresentavano una violazione delle leggi in quanto una riunione pubblica si sarebbe potuta vietare solo se fosse stata una manifestazione sediziosa. Pelloux si oppose a Prampolini e nel febbraio del 1899 presentò alla Camera dei provvedimenti politici definitivi: punire lo sciopero, limitare il diritto di riunione e di associazione, restringere la libertà di stampa, rendendo obbligatorio il deposito dello stampato prima della pubblicazione, comminando pene per la pubblicazione o riproduzione di notizie tendenziose, instaurando la censura.

### Rovesciamento delle urne a Montecitorio
Prampolini iniziò la sua battaglia insieme all'opposizione socialista e l'Estrema sinistra sui banchi del Parlamento. Il 23 giugno 1899 vi fu un altro decreto, denominato significativamente "il decretone", che riuniva 10 articoli di Pelloux relative alla stampa e alla pubblica sicurezza che egli mandava alla Camera per l'approvazione, pur affermando che il provvedimento sarebbe entrato in vigore anche senza la deliberazione di Montecitorio. Il 30 giugno è protagonista, con De Felice Giuffrida, Morgari, Bissolati e Costa, dell'ostruzionismo contro la violazione del regolamento della Camera, che culmina nel rovesciamento delle urne.
I protagonisti di questo reato fecero scelte diverse: De Felice e Bissolati scapparono all'estero, Morgani scappò a San Marino mentre Costa fu arrestato. Camillo scelse di non fuggire per due ragioni: intanto la forzata permanenza all'estero avrebbe incentivato il suo esaurimento nervoso; inoltre molti compagni socialisti erano stati arrestati mentre lui non trascorse nemmeno un giorno in carcere, quindi si sentiva quasi in dovere con loro. Il 18 settembre Camillo si costituì, lasciando il posto a Ettore Catalani, a Vergnanini e a Caffari per la redazione del giornale La Giustizia.
Attraverso le lettere che Prampolini scriveva a parenti e ad amici si denota che la permanenza al carcere non fu per lui così penosa. Successivamente Camillo fu rimesso in libertà e in un suo articolo sulla Giustizia motivò il suo gesto di costituirsi: egli si sentiva in colpa per la violenza usata nella Camera e si riteneva in dovere di tenere alto il prestigio del partito che rappresentava, contrario per principio alla violenza.
Nel 1900 Pelloux si dimise e, con le nuove elezioni ed il rinnovo della Camera, finì nel nulla il suo disegno di legge che puniva lo sciopero e limitava i diritti di riunione, di associazione e di stampa.

## Il Socialismo reggiano del Novecento
Nel Novecento la popolazione si avvicinò sempre più al socialismo, che nel reggiano sviluppò delle realizzazioni concrete con la promozione delle associazioni cooperative, l'organizzazione delle leghe di resistenza, la lotta elettorale per conquistare i pubblici poteri. Nel giugno del 1899, i socialisti vinsero le elezioni per il Comune di Reggio, attuando così diversi provvedimenti:
- istruzione religiosa non era più obbligatoria, ma comunque assicurata agli alunni ed impartita non più dal maestro ma dai sacerdoti, perché la maggior parte dei maestri erano acattolici, positivisti o laici e non era affatto giusto che fossero costretti ad insegnare qualcosa che era contraria alle loro idee;
- la municipalizzazione del gas e dei servizi di illuminazione, del forno, del mulino e del pastificio con lo scopo di produrre un pane di qualità migliore e a prezzo più economico;
- l'apertura di una farmacia comunale per la somministrazione gratuita dei medicinali ai poveri;
- favorire il fiorire di cooperative di consumo, di produzione, di lavoro. Qualsiasi categoria di lavoro ebbe la propria cooperativa;
- la costruzione di una Università popolare, per poter istruire il popolo soprattutto educandolo al socialismo;
- costruzione di altre scuole, soprattutto nelle zone suburbane (scuole speciali per i ragazzi tardivi, scuole serali, scuole femminili);
- la Camera del lavoro, unì tutte le leghe dei contadini, le cooperative, agenzie, istituzioni agricole in una 'Federazione Provinciale'per il miglioramento delle classi lavorative.

Successivamente venne attuato dagli agrari un'opera di boicottaggio a scapito dei lavoratori affinché essi cadessero vittime delle disoccupazione. Contro la disoccupazione per eccedenza di manodopera, venne intensificata la propaganda dalle organizzazioni di mestieri per ottenere una riduzione degli orari, il diritto ai turni di lavoro, e venne attuato un mutamento di tattica perché la lotta contro i proprietari e i capitalisti aveva colpito anche i piccoli proprietari terrieri e i contadini affittuari, così si realizzarono nuove esperienze associative come le cooperative agricole.
Il primo esperimento fu realizzato dai braccianti di Fabbrico nel maggio del 1902, che investì il proprio capitale sociale nell'affitto di due fondi, appartenenti a Righi, a cui poi si aggiunsero anche terreni presi in affitto dal Comune. Il terreno venne condotto stilando i criteri di un'impresa capitalistica, incentrandola però sul sistema dei turni, facendo in modo che tutti potessero lavorare. I risultati furono talmente positivi che si presentò il problema di mancanza di manodopera da parte dei proprietari che dovettero assumere mezzadri provenienti da località vicine. Da questo esperimento nacquero così altre cooperative agricole a Santa Vittoria, Reggiolo, Rio Saliceto, Cavriago, Brugneto, Campagnola Emilia.
Sempre in questi anni fu costruita una Società collettiva dove si coordinarono tutte le cooperative di consumo e di produzione della Provincia, che aveva il compito di fornire genere e servizi di qualità a prezzo uguale dei privati esercizi, in modo che non venisse aumentato il prezzo di vendita al dettaglio. Nel 1903 venne costituito il Consorzio delle Cooperative di Consumo, attraverso questa istituzione le cooperative, unendo le loro risorse, diedero vita al Magazzino Centrale, un magazzino all'ingrosso che distribuiva beni necessari alle cooperative per i loro scambi commerciali. Venne fondata anche una Cassa generale fra le società di mutuo soccorso e le cooperative in grado di fornire i mezzi finanziari. Tutto ciò fece sì che venne esercitato un potere di concorrenza verso il commercio privato e capitalistico. La realtà reggiana si distinse tra le esperienze fondamentali di municipalismo socialista di inizio secolo.

## Riformisti e rivoluzionari
L'azione riformista che a Reggio aveva trovato il suo massimo sviluppo, fu bloccata da due grandi eventi: la guerra italo-turca e la scissione interna del partito socialista. Prampolini respingeva l'insurrezionalismo, la violenza proletaria, confermando la sua dedizione per l'attività di propaganda e di organizzazione della lotta elettorale, per produrre dei cambiamenti della società a favore delle classi dei lavoratori, mentre i socialisti rivoluzionari pensavano invece che questo cambiamento non sarebbe mai avvenuto senza l'avvio di una rivoluzione.
Si avviò una riflessione di Prampolini in merito alla questione della rivoluzione; egli affermava che la rivoluzione in quel periodo sarebbe stata sicuramente soffocata nel sangue, perché l'Italia disponeva di un esercito non in sfacelo, di oltre 200.000 carabinieri e un piano militare poliziesco predisposto a soffocare qualsiasi insurrezione, ma se la rivoluzione fosse riuscita nel suo intento, il Partito Socialista doveva occuparsi di rimettere in piedi un'economia disastrata senza l'appoggio delle borghesie estere importatrici con il grande rischio di portare il paese alla fame, facendo accrescere anche il malcontento popolare.
Queste affermazione non valsero a smontare le convinzioni dei massimalisti e nel 1904, con il congresso a Bologna, le correnti rivoluzionarie riescono a strappare ai riformisti la vittoria, e quindi la dirigenza del partito. Con la fondazione della Confederazione Generale del Lavoro (1906), i rivoluzionari perdono posizione all'interno del partito, tanto da esserne definitivamente allontanati nel 1907. Pur riprendendo il controllo del partito, i riformisti si disgregano a causa di una tendenza revisionista che fa capo a Leonida Bissolati e a Ivanoe Bonomi.
Bonomi, che prospettava verso la trasformazione del Partito socialista in un partito del lavoro privo di connotazioni ideologiche e disponibile ad una collaborazione con le forze democratico-liberali di governo. Questa riappacificazione non dura a lungo: nel 1912, il congresso di Reggio Emilia affidò alle mani degli intransigenti la guida del partito, in cui si inizia a distinguere la figura di un giovane agitatore romagnolo: Benito Mussolini. Intanto, l'espulsione dei riformisti determina la fondazione di una nuova coalizione, che decide di denominarsi Partito Socialista Riformista Italiano. Prampolini continua a ribadire i punti fermi del riformismo e le sue idee, si batté contro il fascismo, denunciandone la connivenza con le forze dell'ordine, nel 1921. Nelle elezioni del 6 aprile del 1924 venne eletto per l'ultima volta deputato al Parlamento, ma concluse la sua attività politica nel 1927 quando avvertì i primi sintomi del cancro.

## Testi scritti di Camillo Prampolini
- Come avverrà il socialismo; [Reggio Emilia], Caselli, 1894 (a Reggio si contano 6 edizioni entro il 1896; ma l'opuscolo esce anche a Milano, Torino e Siena)
- La Montagna ossia la strada dell'emancipazione. Racconto pei lavoratori; Guastalla, Tipograﬁa Lucchini, 1894 (nel 1896 esce anche a Reggio e a Genova; nel 1903 a Firenze; nel 1909 di nuovo a Reggio)
- Ai contadini; Reggio Emilia, Tip. Operaia, 1898 (un'altra edizione reggiana esce nel 1909; ma nel 1901 se ne ha una forlivese e nel 1905 una ﬁorentina, dal titolo "Di chi è la colpa?")
- L'insurrezione e il Partito socialista. Predica ai violenti dell'alto e del basso; Milano, Stab. Tipo-litograﬁco Magnaghi Leone, 1899
- La predica di Natale; [Reggio Emilia], Tip. Operaia, 1899 (a Reggio ne escono 7 ristampe entro il 1900 - con il sottotitolo «Opuscolo di propaganda per le campagne» - e una seconda edizione nel 1919 - sottotitolata «Dedicato alle donne cattoliche»; ma importanti sono soprattutto l'edizione ﬁorentina Nerbini - 4 ristampe tra 1901 e 1907 - e quella romana Mongini del 1905)
- La predica di Pasqua. Opuscolo di propaganda per le campagne; Aquila, Tip. Cooperativa, 1899
- Resistete agli arbitrii! (Che cosa avrei detto ai Giurati), Modena, Ed. Garagnani e Pagliani, 1900
- L'abolizione della proprietà privata e «la legge di Dio»??, Reggio Emilia, Tip. Operaia, 1901
- L'accordo col gatto! (La politica dei lavoratori), Firenze, Nerbini, 1901
- La dottrina di Cristo e quella dei preti. Dopo la predica di Natale, Reggio Emilia, Tip. operaia, 1901
- Cristo e i preti. Parole del deputato Camillo Prampolini, Ravenna, Tip. Editrice di C. Zirardini, 1901 (ripubblicato a Genova l'anno seguente nella Biblioteca di Propaganda Socialista)
- Ignoranza e malafede. Dove un socialista difende un prete mangia-socialisti, Reggio Emilia, Tip. Operaia, 1901
- Le sette ignoranze, Rovigo, Tip. Vianello, 1901
- La vera religione. (Ad una donna), Reggio Emilia, Tip. Operaia, 1901 (ripubblicato nel 1919 con il nuovo sottotitolo «Discorso di un marito socialista alla moglie cattolica»)
- Sono tutte utopie?, Asti, Tip. Cooperativa, 1903
- Dalla barbarie alla civiltà, Roma, Società Edit. Socialista La Propaganda, 1910
- Ma dov'è lo Statuto oggi?, Reggio Emilia, 1921
- Diagnosi della situazione, Reggio Emilia, 1925